# Gesonia
Gesonia là một chi bướm đêm thuộc họ Noctuidae.

## Các loài
- Gesonia binotata
- Gesonia concors
- Gesonia crambisata
- Gesonia dinawa (Bethune-Baker, 1906)
- Gesonia elongalis (Viette, 1954)
- Gesonia evulsalis
- Gesonia fallax
- Gesonia festina
- Gesonia fumata
- Gesonia gemma Swinhoe, 1885
- Gesonia grisea Wileman & West, 1928
- Gesonia holochrysa (Meyrick, 1902)
- Gesonia inscitia (Swinhoe, 1885)
- Gesonia irrorata (Bethune-Baker, 1908)
- Gesonia leucopos
- Gesonia mesoscota (Hampson, 1904)
- Gesonia nigripalpa Wiltshire, 1977
- Gesonia nigrofusca
- Gesonia notata
- Gesonia obeditalis Walker, [1859]
- Gesonia pansalis
- Gesonia plumipars
- Gesonia rubicundula
- Gesonia rusticula
- Gesonia secundalis
- Gesonia silvestralis Viette, 1956
- Gesonia stictigramma Hampson, 1926
- Gesonia terrosa
- Gesonia thermesina Hampson, 1926